# Lista över Björn Goops större segrar
Lista över Björn Goops större segrar som travkusk.

## Grupp 1-lopp
| År   | Lopp                                       | Häst                | Tränare             |
| ---- | ------------------------------------------ | ------------------- | ------------------- |
| 1997 | Stochampionatet                            | Carolinas Mystic    | Olle Goop           |
| 1997 | Breeders' Crown, 4-åriga ston              | Birgitta Palema     | Olle Goop           |
| 1997 | Svenskt Trav-Kriterium                     | Sans Peur           | Olle Goop           |
| 2000 | Stochampionatet                            | Sweet As Candy      | Lars-Eric Magnusson |
| 2003 | Svensk Uppfödningslöpning                  | Even Who            | Svante Båth         |
| 2004 | E3-final (korta), hingstar/valacker        | Conny Nobell        | Björn Goop          |
| 2004 | Svenskt Trav-Kriterium                     | Conny Nobell        | Björn Goop          |
| 2004 | Breeders' Crown, 3-åriga hingstar/valacker | Conny Nobell        | Björn Goop          |
| 2004 | Breeders' Crown, 4-åriga hingstar/valacker | Makhtoub Jet        | Olle Goop           |
| 2005 | Konung Gustaf V:s Pokal                    | Conny Nobell        | Björn Goop          |
| 2005 | E3-final (långa), ston                     | Joy Ås              | Olle Goop           |
| 2005 | Sundsvall Open Trot                        | Spring Ray          | Håkan Olofsson      |
| 2005 | Svenskt Travderby                          | Conny Nobell        | Björn Goop          |
| 2005 | Grand Prix l’UET                           | Conny Nobell        | Björn Goop          |
| 2005 | Gran Premio Freccia d'Europa               | Smashing Victory    | Olle Goop           |
| 2005 | Breeders' Crown, 3-åriga ston              | Joy Ås              | Olle Goop           |
| 2006 | Olympiatravet                              | Thai Tanic          | Olle Goop           |
| 2006 | Elitloppet                                 | Conny Nobell        | Björn Goop          |
| 2006 | E3-final (korta), ston                     | Tigger              | Olle Goop           |
| 2006 | Gran Premio Campionato Europeo             | Smashing Victory    | Olle Goop           |
| 2006 | Svenskt Trav-Oaks                          | Early Southwind     | Timo Nurmos         |
| 2008 | Breeders' Crown, 3-åriga hingstar/valacker | Yield Boko          | Timo Nurmos         |
| 2009 | Breeders' Crown, 4-åriga hingstar/valacker | Yield Boko          | Timo Nurmos         |
| 2009 | Svenskt Trav-Oaks                          | Pebbly              | Olle Goop           |
| 2010 | Finlandialoppet                            | Quarcio du Chene    | Björn Goop          |
| 2010 | Europeiskt championat för ston             | Save The Quick      | Franck Leblanc      |
| 2010 | Europeiskt femåringschampionat             | Yield Boko          | Timo Nurmos         |
| 2010 | Europeiskt treåringschampionat             | Muscles Wiking B.R. | Björn Goop          |
| 2010 | Norskt Travkriterium                       | Muscles Wiking B.R. | Björn Goop          |
| 2011 | Copenhagen Cup                             | Libeccio Grif       | Marco Smorgon       |
| 2011 | Oslo Grand Prix                            | Arch Madness        | Trond Smedshammer   |
| 2011 | Norskt Travderby                           | Muscles Wiking B.R. | Björn Goop          |
| 2012 | Finlandialoppet                            | Sebastian K.        | Lutfi Kolgjini      |
| 2012 | Breeders' Crown, 3-åriga hingstar/valacker | Barracuda River     | Lutfi Kolgjini      |
| 2012 | Breeders' Crown, 4-åriga ston              | Miss Beniss         | Timo Nurmos         |
| 2013 | E3-final (korta), hingstar/valacker        | Tiberius F.         | Helena Burman       |
| 2014 | Prix de France                             | Noras Bean          | Ulf Stenströmer     |
| 2014 | Elitloppet                                 | Timoko              | Richard Westerink   |
| 2014 | Kymi Grand Prix                            | Timoko              | Richard Westerink   |
| 2014 | Danskt Travderby                           | Tumble Dust         | Tomas Malmqvist     |
| 2014 | Breeders' Crown, 3-åriga hingstar/valacker | Psycho              | Björn Goop          |
| 2014 | Svensk Uppfödningslöpning                  | Mister J.P.         | Björn Goop          |
| 2014 | Critérium Continental                      | Tumble Dust         | Tomas Malmqvist     |
| 2015 | Prix de France                             | Timoko              | Richard Westerink   |
| 2015 | Grand Critérium de Vitesse                 | Timoko              | Richard Westerink   |
| 2015 | Breeders' Crown, 3-åriga hingstar/valacker | Pacific Broline     | Björn Goop          |
| 2016 | Grand Critérium de Vitesse                 | Timoko              | Richard Westerink   |
| 2016 | Olympiatravet                              | Your Highness       | Fabrice Souloy      |
| 2016 | Drottning Silvias Pokal                    | Princess Face       | Lutfi Kolgjini      |
| 2016 | Copenhagen Cup                             | Your Highness       | Fabrice Souloy      |
| 2016 | Gran Premio d'Europa                       | Timone Ek           | Fabrice Souloy      |
| 2016 | Åby Stora Pris                             | Un Mec d'Héripré    | Fabrice Souloy      |
| 2016 | Norskt Travkriterium                       | Shocking Superman   | Björn Goop          |
| 2017 | Grand Critérium de Vitesse                 | Timoko              | Richard Westerink   |
| 2017 | Elitloppet                                 | Timoko              | Richard Westerink   |
| 2017 | Europeiskt championat för ston             | I Love Paris        | Björn Goop          |
| 2017 | Europeiskt treåringschampionat             | Vamp Kronos         | Jerry Riordan       |
| 2018 | Prix d'Amérique                            | Readly Express      | Timo Nurmos         |
| 2018 | Norrbottens Stora Pris                     | Makethemark         | Petri Salmela       |
| 2018 | Stochampionatet                            | Mellby Free         | Björn Goop          |
| 2018 | Hugo Åbergs Memorial                       | Up and Quick        | Antoine Lhérété     |
| 2018 | Danskt Travderby                           | Chock Nock          | Steen Juul          |
| 2018 | Europeiskt treåringschampionat             | Face Time Bourbon   | Sébastien Guarato   |
| 2018 | Breeders' Crown, 4-åriga ston              | Mellby Free         | Björn Goop          |
| 2018 | Critérium des 3 ans                        | Face Time Bourbon   | Sébastien Guarato   |
| 2019 | Prix de France                             | Readly Express      | Timo Nurmos         |
| 2019 | Prix de Sélection                          | Face Time Bourbon   | Sébastien Guarato   |
| 2019 | Grand Critérium de Vitesse                 | Readly Express      | Timo Nurmos         |
| 2019 | Finlandialoppet                            | Readly Express      | Timo Nurmos         |
| 2019 | Prix René Ballière                         | Bold Eagle          | Sébastien Guarato   |
| 2019 | Europeiskt treåringschampionat             | Ecurie D.           | Frode Hamre         |
| 2019 | Grand Prix l'UET                           | Face Time Bourbon   | Sébastien Guarato   |
| 2019 | Critérium des 3 ans                        | Gunilla d'Atout     | Sébastien Guarato   |
| 2019 | Critérium Continental                      | Face Time Bourbon   | Sébastien Guarato   |
| 2020 | Prix d'Amérique                            | Face Time Bourbon   | Sébastien Guarato   |
| 2020 | Prix de Sélection                          | Face Time Bourbon   | Sébastien Guarato   |
| 2020 | Prix René Ballière                         | Face Time Bourbon   | Sébastien Guarato   |
| 2020 | Kymi Grand Prix                            | Vitruvio            | Björn Goop          |
| 2020 | Grand Prix de Wallonie                     | Face Time Bourbon   | Sébastien Guarato   |
| 2020 | Åby Stora Pris                             | Moni Viking         | Björn Goop          |
| 2020 | Svenskt Trav-Oaks                          | Eagle Eye Sherry    | Björn Goop          |
| 2020 | Critérium des 5 ans                        | Face Time Bourbon   | Sébastien Guarato   |
| 2020 | Prix de l'Étoile                           | Face Time Bourbon   | Sébastien Guarato   |
| 2020 | Breeders' Crown, 3-åriga ston              | Eagle Eye Sherry    | Björn Goop          |
| 2021 | Prix d'Amérique                            | Face Time Bourbon   | Sébastien Guarato   |
| 2022 | Åby Stora Pris                             | Moni Viking         | Björn Goop          |
| 2022 | Jubileumspokalen                           | San Moteur          | Björn Goop          |
| 2022 | E3-final (korta), hingstar/valacker        | Following           | Stefan Melander     |
| 2022 | Sundsvall Open Trot                        | Moni Viking         | Björn Goop          |
| 2023 | Svenskt Travkriterium                      | Fame and Glory      | Timo Nurmos         |

## Grupp 2-lopp
| År   | Lopp                                   | Häst              | Tränare               |
| ---- | -------------------------------------- | ----------------- | --------------------- |
| 2000 | Guldstoet                              | Superlou Ås       | John-Eric Magnusson   |
| 2001 | Guldstoet                              | Rosalinde Palema  | Björn Goop            |
| 2004 | Guldstoet                              | Face for Ever     | Olle Goop             |
| 2005 | Guldstoet                              | Joy Ås            | Olle Goop             |
| 2005 | C.L. Müllers Memorial                  | Spring Ray        | Håkan Olofsson        |
| 2006 | Europamatchen                          | Conny Nobell      | Björn Goop            |
| 2006 | Guldivisionens final, maj              | Spring Ray        | Håkan Olofsson        |
| 2006 | E3-revanschen, ston                    | Tigger            | Olle Goop             |
| 2007 | Stosprintern                           | Tigger            | Olle Goop             |
| 2007 | Guldivisionens final, dec              | Flying Herkules   | Timo Nurmos           |
| 2008 | Fyraåringseliten                       | Harpers Joker     | Dan-Åke Olsson        |
| 2008 | Energima Cup                           | Makhtoub Jet      | Björn Goop            |
| 2008 | Eskilstuna Fyraåringstest              | Quarcio du Chene  | Olle Goop             |
| 2009 | Harper Hanovers Lopp                   | Scargel           | Timo Nurmos           |
| 2009 | Energima Cup                           | Global Investment | Björn Goop            |
| 2009 | Europamatchen                          | Quarcio du Chene  | Olle Goop             |
| 2009 | Eskilstuna Fyraåringstest              | Spring Erom       | Håkan Olofsson        |
| 2009 | Prix Doynel de Saint-Quentin           | Quarcio du Chene  | Olle Goop             |
| 2010 | Habibs Minneslopp                      | Howthehaloareyou  | Olle Goop             |
| 2010 | Örebro Intn'l                          | Spring Erom       | Håkan Olofsson        |
| 2010 | Fyraåringseliten för ston              | Pebbly            | Olle Goop             |
| 2011 | Guldivisionens final, feb              | Global Investment | Björn Goop            |
| 2011 | Klosterskogen Grand Prix               | Classic Grand Cru | Steen Juul            |
| 2011 | Svampen Örebro                         | Dairy Queen       | Per Engblom           |
| 2011 | E3-revanschen, ston                    | Miss Shape        | Björn Goop            |
| 2011 | Guldivisionens final, dec              | Quarcio du Chene  | Björn Goop            |
| 2012 | Guldivisionens final, feb              | Quarcio du Chene  | Björn Goop            |
| 2012 | Örebro Intn'l                          | Spring Erom       | Håkan Olofsson        |
| 2012 | Energima Cup                           | Classic Grand Cru | Steen Juul            |
| 2012 | C.L. Müllers Memorial                  | Quarcio du Chene  | Björn Goop            |
| 2013 | Energima Cup                           | B.W.L.Champion    | Petri Salmela         |
| 2013 | Klosterskogen Grand Prix               | Classic Grand Cru | Steen Juul            |
| 2014 | Svampen Örebro                         | Tunika            | Tomas Malmqvist       |
| 2014 | Lovely Godivas Lopp                    | Stylish Hanover   | Lars Friberg          |
| 2014 | Klosterskogen Grand Prix               | Oasis Bi          | Stefan P. Pettersson  |
| 2014 | Jarlsberg Grand Prix Mares             | Claudia B.R.      | Björn Goop            |
| 2014 | Prix Kerjacques                        | Timoko            | Richard Westerink     |
| 2014 | Malmö Stads Pris                       | Oliver Kronos     | Ulf Stenströmer       |
| 2014 | Axel Jensens Minneslopp                | Tumble Dust       | Tomas Malmqvist       |
| 2014 | Norskt Stoderby                        | Claudia B.R.      | Björn Goop            |
| 2014 | Grand Prix Departement Alpes-Maritimes | Timoko            | Richard Westerink     |
| 2015 | Habibs Minneslopp                      | Kapow Hanover     | Frode Hamre           |
| 2015 | Klosterskogen Grand Prix               | Oasis Bi          | Stefan P. Pettersson  |
| 2016 | Prix de Bourgogne                      | Timoko            | Richard Westerink     |
| 2016 | Prix Kerjacques                        | Timoko            | Richard Westerink     |
| 2016 | Energima Cup                           | Rod Stewart       | Jerry Riordan         |
| 2016 | Malmö Stads Pris                       | Reckless          | Björn Goop            |
| 2016 | Guldivisionens final, sept             | Shadow Woodland   | Reijo Liljendahl      |
| 2016 | Grand Prix du Sud-Ouest                | Timoko            | Richard Westerink     |
| 2016 | Svampen Örebro                         | Executive Caviar  | Joakim Lövgren        |
| 2017 | Harper Hanovers Lopp                   | Sauveur           | Björn Goop            |
| 2017 | Grand Prix Departement Alpes-Maritimes | Timoko            | Richard Westerink     |
| 2017 | Prix de Washington                     | Timoko            | Richard Westerink     |
| 2017 | Prix Ténor de Baune                    | Readly Express    | Timo Nurmos           |
| 2017 | Guldivisionens final, dec              | Zenit Brick       | Timo Nurmos           |
| 2018 | Guldivisionens final, feb              | Zenit Brick       | Timo Nurmos           |
| 2018 | Stosprintern                           | Vamp Kronos       | Jerry Riordan         |
| 2018 | Malmö Stads Pris                       | Reckless          | Björn Goop            |
| 2018 | Svenskt Mästerskap                     | Readly Express    | Timo Nurmos           |
| 2018 | Breeders Course                        | Amelie Grif       | Björn Goop            |
| 2018 | Prix Abel Bassigny                     | Face Time Bourbon | Sébastien Guarato     |
| 2019 | Prix Charles Tiercelin                 | Face Time Bourbon | Sébastien Guarato     |
| 2019 | Prix Gaston Brunet                     | Face Time Bourbon | Sébastien Guarato     |
| 2019 | Malmö Stads Pris                       | Reckless          | Björn Goop            |
| 2019 | Sommartravets final                    | Royal Navy Neo    | Björn Goop            |
| 2019 | Prix Jules Thibault                    | Face Time Bourbon | Sébastien Guarato     |
| 2019 | Prix Annick Dreux                      | Gunilla d'Atout   | Sébastien Guarato     |
| 2019 | Prix Marcel Laurent                    | Vivid Wise As     | Alessandro Gocciadoro |
| 2019 | Prix Octave Douesnel                   | Face Time Bourbon | Sébastien Guarato     |
| 2020 | Harper Hanovers Lopp                   | Moni Viking       | Björn Goop            |
| 2020 | Guldstoet                              | Hill's Angel      | Björn Goop            |
| 2020 | Eskilstuna Fyraåringstest              | Ecurie D.         | Frode Hamre           |
| 2020 | Prix Marcel Laurent                    | Face Time Bourbon | Sébastien Guarato     |
| 2020 | Norrlands Grand Prix                   | Aramis Bar        | Björn Goop            |
| 2021 | Prix de Bourgogne                      | Face Time Bourbon | Sébastien Guarato     |
| 2021 | Örebro Intn'l                          | Moni Viking       | Jan Lyng              |
| 2021 | Lyon Grand Prix                        | Rotate            | Björn Goop            |
| 2021 | Sommartravets final                    | J.J.Stitch        | Björn Goop            |
| 2022 | Lyon Grand Prix                        | San Moteur        | Björn Goop            |
| 2023 | Fyraåringseliten för ston              | Jazzy Perrine     | Tomas Malmqvist       |
| 2023 | Prix du Bourbonnais                    | San Moteur        | Björn Goop            |

## Övriga
| År   | Lopp                                | Häst               | Tränare              |
| ---- | ----------------------------------- | ------------------ | -------------------- |
| 2001 | Klass I-final, dec                  | Macky Boy          | Olle Goop            |
| 2002 | Klass I-final, april                | Robin Ås           | Björn Goop           |
| 2002 | Silverdivisionens final, sept       | Global Chance      | Per Johansen         |
| 2003 | Klass II-final, juni                | Codan              | Olle Goop            |
| 2003 | Bronsdivisionens final, dec         | L'Americain        | Olle Goop            |
| 2004 | Klass II-final, feb                 | Andaloux           | Håkan Olofsson       |
| 2004 | Klass I-final, okt                  | Vikens Freeman     | Håkan K. Persson     |
| 2005 | Silverdivisionens final, april      | Lukas Farming      | Peter Karlsson       |
| 2006 | Bronsdivisionens final, feb         | Jewish Banker      | Kari Lähdekorpi      |
| 2006 | Klass II-final, feb                 | Kasparaitis        | Olle Goop            |
| 2006 | Silverdivisionens final, april      | Hamble Crown       | Mette Holmer         |
| 2006 | Bronsdivisionens final, juli        | Royal Winner       | Stefan Melander      |
| 2006 | Klass I-final, juli                 | Orlando Karsk      | Stefan Melander      |
| 2007 | Klass I-final, mars                 | Diamond Hunter     | Pierre Svensson      |
| 2007 | Silverdivisionens final, maj        | Hurricane Line     | Olle Goop            |
| 2007 | Bronsdivisionens final, juni        | Ian Rush           | Olle Goop            |
| 2007 | Bronsdivisionens final, sept        | First on Line Sec  | Olle Goop            |
| 2007 | Silverdivisionens final, dec        | Harmonic Silvio    | Timo Nurmos          |
| 2008 | Bronsdivisionens final, april       | Global Investment  | Olle Goop            |
| 2008 | Klass I-final, april                | Manhattan          | Olle Goop            |
| 2008 | Klass I-final, nov                  | Coktail Will       | Kari Lähdekorpi      |
| 2008 | Silverdivisionens final, dec        | Global Investment  | Olle Goop            |
| 2008 | Klass I-final, dec                  | Super Mack Håleryd | Olle Goop            |
| 2009 | Klass II-final, mars                | Korok              | Yvonn Mattsson       |
| 2009 | Vinterfavoriten                     | Song Glider        | Olle Goop            |
| 2009 | Bronsdivisionens final, dec         | Omega Boko         | Timo Nurmos          |
| 2009 | Klass I-final, dec                  | Caddie Comet       | Timo Nurmos          |
| 2010 | Klass I-final, aug                  | Baht Launcher      | Olle Goop            |
| 2010 | Diamantstoets final, okt            | Tamina Silas       | Kari Lähdekorpi      |
| 2010 | Bronsdivisionens final, dec         | Gillis Abbe        | Kari Lähdekorpi      |
| 2011 | Bronsdivisionens final, feb         | Baht Launcher      | Björn Goop           |
| 2011 | Klass II-final, feb                 | Goober             | Björn Goop           |
| 2011 | Steinlagers Äreslöp                 | Global Investment  | Björn Goop           |
| 2012 | Diamantstoets final, feb            | Global Nelly       | Björn Goop           |
| 2012 | Prix Atropos                        | Tion Medon Sisu    | Marcus Lindgren      |
| 2013 | Klass I-final, feb                  | Västerbo Highflyer | Daniel Redén         |
| 2013 | Klass I-final, aug                  | You Talking to Me  | Björn Goop           |
| 2013 | Klass I-final, sept                 | Queen's Delight    | Björn Goop           |
| 2013 | Klass II-final, sept                | Junior Troy        | Björn Goop           |
| 2014 | Prix Jean-René Gougeon              | Oasis Bi           | Stefan P. Pettersson |
| 2014 | Prix Aletheia                       | Under Blue         | Björn Goop           |
| 2015 | Prix Ready Cash                     | Rooibos            | Björn Goop           |
| 2015 | Prix de Chateaubriant               | Call Me Keeper     | Daniel Redén         |
| 2015 | Prix de Fontainebleau               | Call Me Keeper     | Daniel Redén         |
| 2015 | Prix d'Orthez                       | Saphire Bi         | Jerry Riordan        |
| 2015 | Prix de Lille                       | Chelsea Boko       | Timo Nurmos          |
| 2015 | Prix du Plateau de Gravelle         | Chelsea Boko       | Timo Nurmos          |
| 2015 | Bronsdivisionens final, mars        | Rocket Zet         | Daniel Redén         |
| 2015 | Prix Tolosa                         | Reckless           | Björn Goop           |
| 2015 | Klass I-final, sept                 | Only One Winner    | Timo Nurmos          |
| 2015 | Klass II-final, nov                 | Global Respons     | Stefan Persson       |
| 2015 | Bronsdivisionens final, dec         | Only One Winner    | Timo Nurmos          |
| 2016 | Prix de Vic sur Cere                | Call Me Keeper     | Daniel Redén         |
| 2016 | Prix de Brionne                     | Call Me Keeper     | Daniel Redén         |
| 2016 | Steinlagers Äreslöp                 | Donna di Quattro   | Tomas Malmqvist      |
| 2016 | Diamantstoets final, maj            | Basic              | Björn Goop           |
| 2016 | Klass II-final, juli                | Ceasar Sisu        | Timo Nurmos          |
| 2016 | Klass I-final, aug                  | Pampalo            | Ulf Stenströmer      |
| 2016 | Silverdivisionens final, sept       | Seedorf O.M.F.     | Stig H. Johansson    |
| 2016 | Bronsdivisionens final, nov         | Heartbreaker V.S.  | Björn Goop           |
| 2016 | Klass I-final, dec                  | Västerbo Hard Cash | Björn Goop           |
| 2017 | Prix Ready Cash                     | Ochongo Face       | Björn Goop           |
| 2017 | Prix de Munich                      | Sauveur            | Björn Goop           |
| 2017 | Prix de Senlis                      | I Love Paris       | Björn Goop           |
| 2017 | Prix de Chateau-Gontier             | Twitter            | Björn Goop           |
| 2017 | Prix de la Mayenne                  | Twister Bi         | Jerry Riordan        |
| 2017 | Prix de la Gacilly                  | Basic              | Björn Goop           |
| 2017 | Margaretas Tidiga Unghästserie, feb | Lorina Citron      | Björn Goop           |
| 2017 | Bronsdivisionens final, april       | Västerbo Hard Cash | Björn Goop           |
| 2017 | Prix Hygica                         | Sir Ratzeputz      | Timo Nurmos          |
| 2017 | Prix du Roussillon                  | Sir Ratzeputz      | Timo Nurmos          |
| 2017 | Prix de l'Observatoire              | Global Respons     | Stefan Persson       |
| 2017 | Prix Emile Wendling                 | Vamp Kronos        | Jerry Riordan        |
| 2017 | Silverdivisionens final, sept       | Zenit Brick        | Timo Nurmos          |
| 2017 | Prix Jean Maurice Beteau            | Eizo Josselyn      | Ronny Kuiper         |
| 2017 | Breeders' Crown, 2-åriga            | Activated          | Fredrik Wallin       |
| 2017 | Gävle Stora Pris                    | Zenit Brick        | Timo Nurmos          |
| 2018 | Steinlagers Äreslöp                 | Sir Ratzeputz      | Timo Nurmos          |
| 2018 | Margaretas Tidiga Unghästserie, maj | Selmer I.H.        | Ingemar Hultqvist    |
| 2018 | Prix de Montelimar                  | Face Time Bourbon  | Sébastien Guarato    |
| 2018 | Prix Kurse                          | Face Time Bourbon  | Sébastien Guarato    |
| 2019 | Meadow Roads Lopp                   | Nadal Broline      | Björn Goop           |
| 2019 | Lady Snärts Lopp                    | Mellby Free        | Björn Goop           |
| 2019 | Ina Scots Ära                       | Thrust Control     | Stefan Melander      |
| 2019 | Bronsdivisionens final, juni        | Eelis              | Timo Nurmos          |
| 2019 | Silverdivisionens final, aug        | Ragazzo da Sopra   | Björn Goop           |
| 2019 | Klass I-final, aug                  | Short in Cash      | Björn Goop           |
| 2019 | Big Noon-pokalen                    | Ecurie D.          | Frode Hamre          |
| 2019 | Klass I-final, nov                  | Giant Shadow       | Björn Goop           |
| 2019 | Gunnar Nordins Lopp                 | Inti Boko          | Timo Nurmos          |
| 2020 | Diamantstoets final, mars           | Anthara Bi         | Björn Goop           |
| 2020 | Klass I-final, mars                 | Image Rapida       | Christin Sjöström    |
| 2020 | Margaretas Tidiga Unghästserie, maj | Hill's Angel       | Erik Bondo           |
| 2020 | Ina Scots Ära                       | Ecurie D.          | Frode Hamre          |
| 2020 | Bronsdivisionens final, juni        | Ribaude            | Örjan Kihlström      |
| 2020 | Ragnar Thorngrens Minne             | Aramis Bar         | Björn Goop           |
| 2021 | Dartster F:s Lopp                   | Ecurie D.          | Frode Hamre          |
| 2021 | Klass I-final, maj                  | Rotate             | Björn Goop           |
| 2021 | Diamantstoets final, aug            | Sveack Palema      | Björn Goop           |
| 2022 | Prins Carl Philips Jubileumspokal   | San Moteur         | Björn Goop           |